# Claudio Casella
Claudio Casella (Castel Goffredo, ... – Castel Goffredo, ...; fl. XIX secolo) è stato un patriota italiano.

## Biografia
Nato a Castel Goffredo, possidente e ammogliato con cinque figli, aderì sin dall'inizio alla causa risorgimentale. Da lui e dalla conseguente perquisizione nella casa dell'esattore Luigi Pesci, originario anch'egli di Castel Goffredo, partì la scoperta della congiura mantovana anti austriaca che culminò con i Martiri di Belfiore. La polizia austriaca, durante un controllo nell'abitazione di Casella per spaccio di banconote false, scoprì un carteggio con il Pesci, in casa del quale fu poi rinvenuta una cartella del prestito nazionale di Mazzini. Il Casella fu accusato di possedere un libro vietato riguardante le Cinque giornate di Milano. Per questo motivo venne arrestato il 2 gennaio 1852, processato e rilasciato. Sorvegliato politico, fu amnistiato il 19 marzo 1853.